# Actaea nodulosa
Actaea nodulosa är en kräftdjursart som först beskrevs av White 1847.  Actaea nodulosa ingår i släktet Actaea och familjen Xanthidae. Inga underarter finns listade i Catalogue of Life.